# Genlis
Genlis ist eine französische Gemeinde mit 5.125 Einwohnern (Stand 1. Januar 2022) im Département Côte-d’Or in der Region Bourgogne-Franche-Comté; sie gehört zum Arrondissement Dijon und ist Hauptort des Kantons Genlis.

## Geographie
Die Gemeinde liegt rund 17 Kilometer südöstlich von Dijon. Nachbargemeinden sind:
- Cessey-sur-Tille im Norden,
- Labergement-Foigney im Nordosten,
- Beire-le-Fort im Osten,
- Longeault-Pluvault mit Longeault und Pluvault im Südosten,
- Tart-le-Bas im Süden,
- Varanges im Südwesten,
- Magny-sur-Tille im Westen und
- Izier im Nordwesten.

Das Gemeindegebiet wird von den Flüssen Norges und Tille durchquert. Durch die Gemeinde verlaufen die Autobahn A39 sowie eine Bahnstrecke nach Dijon, auf der die Hochgeschwindigkeitszüge der LGV Rhin-Rhône verkehren.

## Bevölkerungsentwicklung
| Jahr                       | 1962 | 1968 | 1975 | 1982 | 1990 | 1999 | 2007 | 2016 | 2019 |
| Einwohner                  | 2264 | 3219 | 4129 | 4936 | 5241 | 5257 | 5484 | 5350 | 5231 |
| Quellen: Cassini und INSEE |      |      |      |      |      |      |      |      |      |

## Sehenswürdigkeiten
- Schloss Genlis

## Gemeindepartnerschaften
- Sprendlingen in Rheinhessen, Deutschland

## Persönlichkeiten
- Jean-Auguste Berthaut (1817–1881), Kriegsminister 1876/77
- Jean Charbonneaux (1895–1969), Archäologe